# Мархлевск (Хойникский район)
Мархлевск (бел. Мархлеўск; до 1925 года — Листвинская Слобода) — деревня в Хойникском районе Гомельской области Республики Беларусь. В составе Поселичского сельсовета.
Названа в память деятеля польского и международного рабочего движения Ю. Мархлевского.

## География

### Расположение
В 6 км на юго-восток от районного центра и железнодорожной станции Хойники (на ветке Василевичи — Хойники от линии Гомель — Калинковичи), в 109 км от Гомеля.

## Транспортная сеть
Транспортные связи по просёлочной, затем автомобильной дороге Хойники — Брагин. Планировка состоит из прямолинейной улицы, близкой к меридиональной ориентации. Застройка деревянная, двусторонняя, усадебного типа.

## Этимология
В словаре Е.Н. Рапановича утверждается, что до 1925 года поселение имело название Листвинская Слобода. После переименования в этом же году называлось околицей Мархлевск.
Названа в память деятеля польского и международного рабочего движения Ю. Мархлевского.

## История
По сведениям основателя и первого директора Хойникского районного краеведческого музея А. М. Зеленковского, в 1874 г. вблизи деревни Листвин обосновались семьи Михала Шатило и Феликса Тишкевича, которые приобрели землю у графа Ракицкого. Позднее тут же поселился Антон Короткевич. Так возникла околица Листвин. В метрических книгах Остроглядовского костёла за 1876 г. упоминается также семья Кулицких, проживавшая в застенке Листвин. На 1909 год в околице Листвин Микуличской волости было уже 210 жителей и 42 двора.
В словаре Е.Н. Рапановича селение почему-то названо Листвинской Слободой, хотя и после переименования, как засвидетельствовали В.П. Пичуков и М.И. Старовойтов в связи с переходом тут в 1925 г. на 8-ми польный севооборот, оно называлось околицей Мархлевск, не слободой. Позднее, с 1938 года – деревня Мархлевск. 
Наиболее активная застройка приходится на 1920-е годы. С 8 декабря 1926 года до 30 декабря 1927 года центр Мархлевского сельсовета Хойникского района Речицкого с 9 июня 1927 года Гомельского округов. В 1930 году 82% жителей составляли католические или "польские" семьи. В 1930 году организован колхоз имени Ю.Б. Мархлевского, работала кузница. 14 жителей погибли на фронтах Великой Отечественной войны. Согласно переписи 1959 года в составе колхоза «Рассвет» (центр – деревня Поселичи).

## Население

### Численность
2021 год — 24 жителя, 13 хозяйств

### Динамика
- 1930 год — 204 жителя, 41 двор
- 1959 год — 233 жителя (согласно переписи)
- 2004 год — 53 жителя, 22 хозяйства
- 2021 год — 24 жителя, 13 хозяйств